# Manoir du Verger (Gestel)
Pour les articles homonymes, voir Manoir du Verger (Caulnes), Manoir du Verger (Le Mesnil-Durand) et Manoir du Verger.
Le manoir du Verger est un édifice situé à Gestel, en France.

## Situation
Le manoir est situé sur le territoire de la commune de Gestel, au lieu-dit le Verger, dans le département du Morbihan, en région Bretagne.

## Description
Le manoir date du XVe siècle, il comprend une partie médiane à étage carré et une tour d'escalier postérieure en pierre de taille, excepté la partie haute de la tour, en moellons, couverte d'un toit conique. La partie est autrefois à salle basse sous charpente est aujourd'hui à étage de comble, en moellon. La partie ouest en moellon possède un étage carré. Toiture  à longs pans recouverte d'ardoises, pignon couvert . Escalier demi-hors-œuvre : escalier à vis sans jour, en maçonnerie. Un moulin à eau à deux roues hydrauliques verticales adopte un plan en équerre. La partie ancienne, à comble à surcroît, est construite en pierre de taille, celle plus récente, à étage de comble, est en moellon.

## Histoire
La seigneurie du Vergier est mentionnée dès 1281. Le manoir est édifié au début du XVe siècle peut-être pour Pierre du Vergier qui le possède en 1396. Le manoir primitif possédait une salle basse sous charpente qui fut remplacée dans la première moitié du XIXe siècle par un bâtiment à étage de comble avec conservation de la cheminée d'origine. La partie médiane comportait cuisine et chambre peut-être sous charpente : dans la seconde moitié du XVe siècle, elle est plafonnée et rehaussée de même que la tour d'escalier. Un nouveau corps de logis est construit en alignement vers l'ouest après 1818. Un colombier, aujourd'hui détruit, figure sur le cadastre de 1818. Le moulin à déversoir est situé à quelques mètres au sud du manoir, sur le Scaff. Il est construit en 1656, date portée à deux reprises. Il est remonté d'un étage en 1770 (date portée) et augmenté vers l'est en 1846, date partiellement lisible. La charpente du moulin remploie des pièces moulurées du XVe siècle provenant peut-être de l'ancienne salle basse du manoir.
Le manoir est inscrit à l'inventaire général du patrimoine culturel en 1972.